# Phare de Pointe-Plate
Le phare de Pointe-Plate est un phare situé au bout de la pointe Plate, une petite presqu'île au sud-ouest de Langlade, une des îles de l'archipel français de Saint-Pierre-et-Miquelon. Construit en 1899, il est le plus ancien phare, avec le phare de Cap-Blanc, subsistant des phares construits dans les anciennes colonies françaises.

## Localisation et caractéristiques
Le phare est situé sur la pointe Plate, une petite presqu'île en plateau, orientée sud, qui s'élève quelques mètres au-dessus de la mer, au sud-ouest de Langlade. Une ancienne route en terre longeant la côte occidentale de Langlade, réduite aujourd'hui à un chemin pédestre, permet un accès au phare par voie terrestre (une quinzaine de kilomètres depuis la seule zone d'habitation de Langlade, l'anse du Gouvernement, à l'opposé de l'île).
Le phare est constitué d'un fut cylindrique en acier tenu par quatre jambes de force, l'ensemble  recouvert d'une chemise de béton. Le fut est chapeauté par une structure tubulaire, bordée par une coursive circulaire, qui abrite la lanterne et l'ancienne chambre de veille du gardien. Le fut et ses quatre soutiens sont peints en blanc et le sommet en rouge.

## Histoire
Le phare précédent est détruit par un incendie en 1894. En attente de son remplacement, un feu provisoire et une sirène renforcée sont mis en place. La construction du nouveau phare est confiée à l'entrepreneur François Thélot et achevé en 1899. En 1928, pour protéger la structure en acier de la corrosion, elle est recouverte d'une chemise en béton. En 1954, il est électrifié et doté d'un réservoir de 40 m3, un moteur produisant l'électricité. En plus du phare, le site comprend alors un bâtiment (l'« usine ») abritant le générateur électrique, et deux bâtiments abritant les deux gardiens et leurs familles. L'approvisionnement se fait par doris, par temps calme, des rails permettant de monter vivres, matériels et citerne de gaz depuis le bord de l'eau jusqu'au phare. En 1968, le phare est automatisé et les bâtiments abandonnés (il n'en reste aujourd'hui plus que les fondations).
Le 29 octobre 2012, le phare de Pointe-Plate est classé au titre des monuments historiques par arrêté.
Le phare de Pointe-Plate figure sur un timbre de Saint-Pierre et Miquelon émis en 1992 et sur un autre émis en 2016.

## Galerie photos

Vue aérienne de l'île de Langlade (mai 2013), la pointe Plate se situe en bas à gauche.
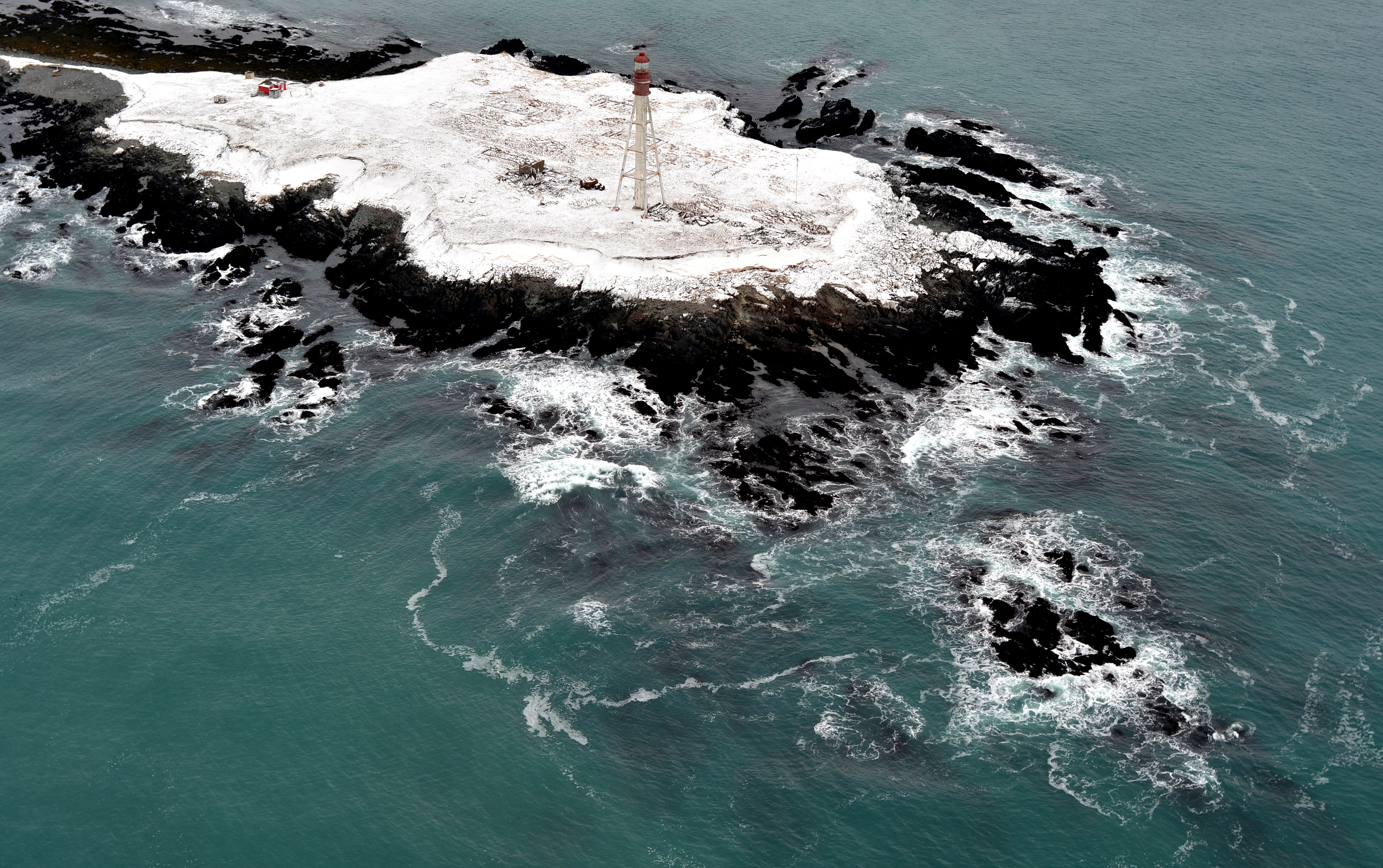
Phare de Pointe-Plate en hiver (février 2015)
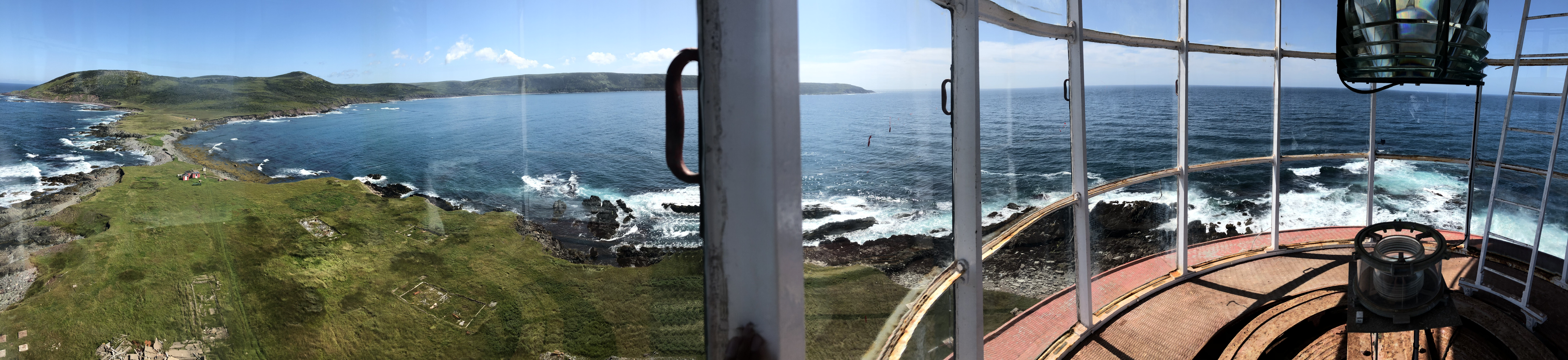
Vue depuis la lanterne en direction du sud, sur la gauche, la presqu'île de Pointe-Plate et en arrière plan l'île de Langlade (août 2019).
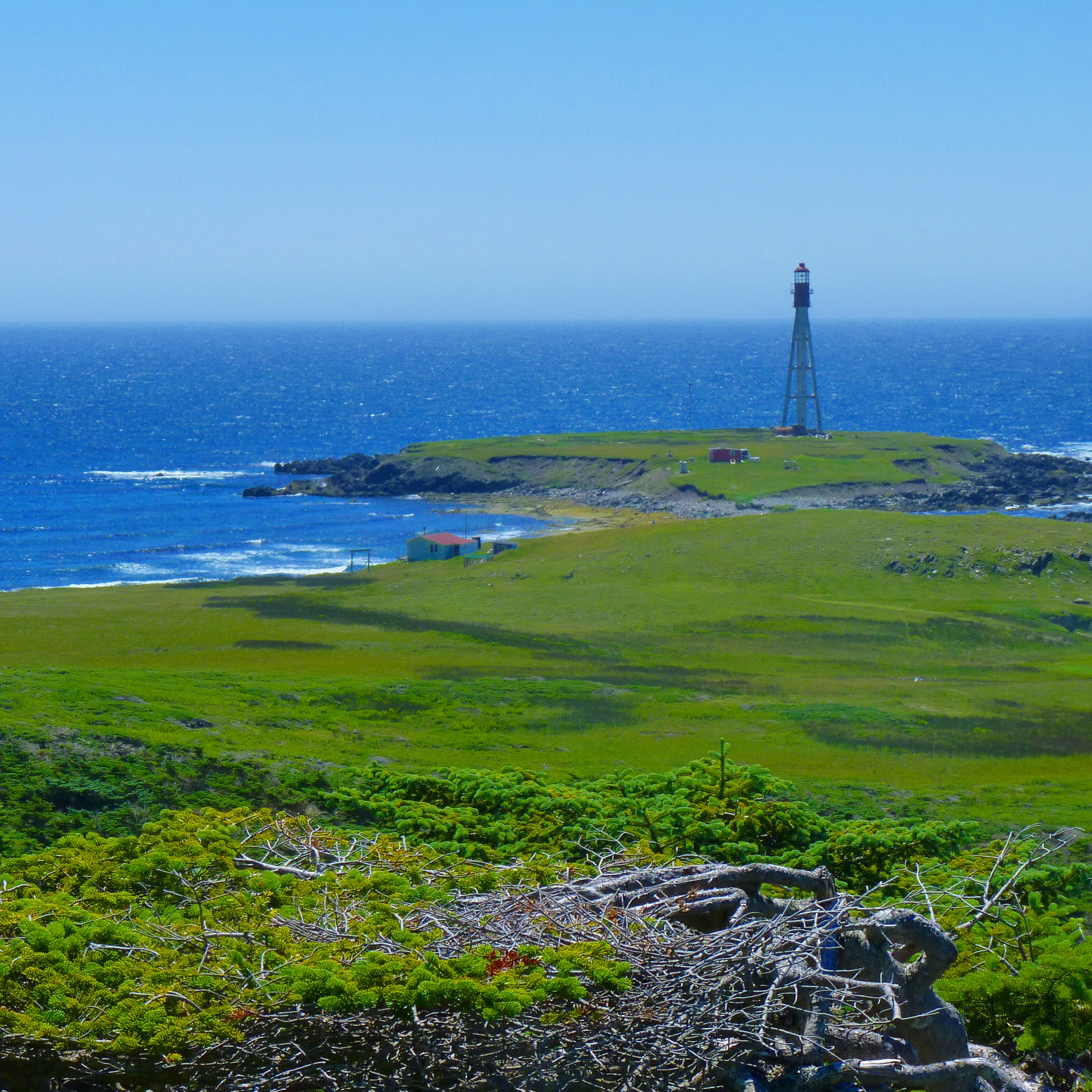
Vue depuis Langlade (juillet 2016)